# La maestrita de los obreros
La maestrita de los obreros es una película de Argentina en blanco y negro dirigida por Alberto de Zavalía según el guion de Alejandro Casona sobre la obra La maestrita degli operai, de Edmondo De Amicis que se estrenó el 4 de marzo de 1942 y que tuvo como protagonistas a Delia Garcés, Oscar Valicelli, Felisa Mary y Orestes Caviglia.

## Sinopsis
La relación de la joven maestra de una escuela nocturna con sus alumnos.

## Reparto
Intervinieron en el filme los siguientes intérpretes:
- Delia Garcés.....Enriqueta Baretti
- Oscar Valicelli.....Julián Muruni
- Felisa Mary.....Angelina Zabala
- Orestes Caviglia ... Perotti padre
- Rafael Frontaura ... Don Florencio
- Nelo Cosimi ... Ramón Maggia
- María Santos ... Sta. Espinoza
- María Esther Buschiazzo ... Madre de Julian
- Julio Scarcella ...Director de la escuela
- César Fiaschi ... Solis
- Nélida Bilbao ... Adela
- Salvador Lotito.....Emilio Perotti
- Armando Bó.....Peter Nassen
- Semillita ... "Medialuna"
- José Tresenza

## Críticas
La Nación opinó:

«El equilibrio y la suavidad de tintas de Alberto de Zavalía...se evidencia con mayor firmeza en lo mecánico y en lo dramático...se nota en él la preocupación por adoptar en un estilo propio las enseñanzas técnicas que el director John Ford...y el fotógrafo Gregg Toland han lanzado en la rotación cinematográfica.»

Calki en El Mundo dijo:

«Film logrado en su aspecto emotivo...la fotografía, decorados y faz técnica son en general excelentes.»

Manrupe y Portela escriben:

«Un tema demagógico desde el original que lo inspiró. Con una realización lenta pero con momentos emotivos y correcta en lo técnico.»